# Camión aljibe

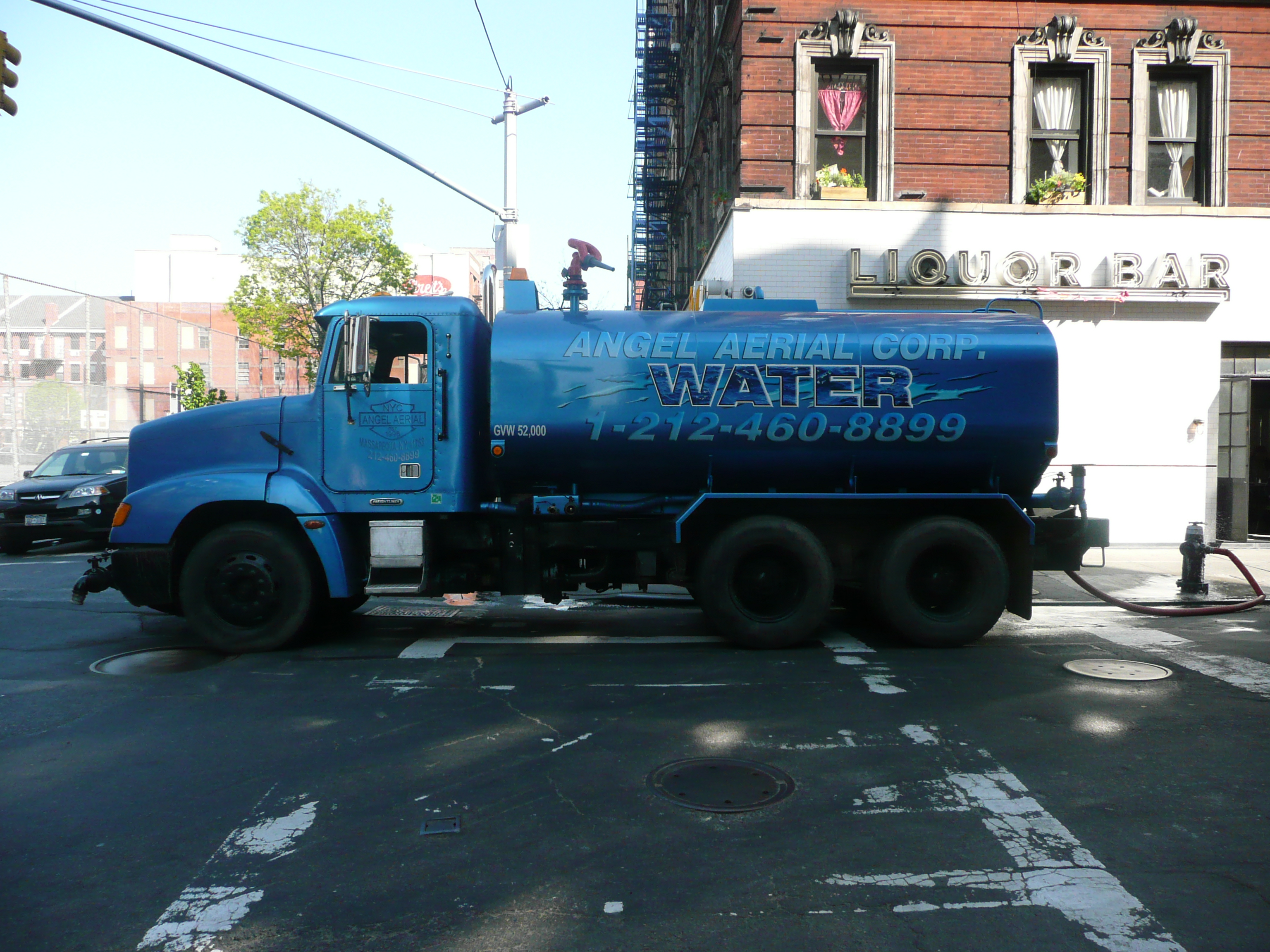
Camión transportando agua.

El camión aljibe, pipa de agua o camión cisterna de agua es un vehículo diseñado para transportar recursos hídricos potables, siendo común en zonas sin acceso a agua potable a través de alcantarillado, usado también en la minería y en situaciones de incendios forestales. Es un tipo de camión cisterna al cual se le denomina «camión aljibe» en Chile y «pipa de agua» en Cuba y México.
Los vehículos de abastecimiento de agua están equipados con un tanque de almacenamiento, una bomba de suministro de agua, grifos, un medidor de nivel, mangueras y válvulas. Estos tanques pueden ser de acero inoxidable o de aluminio, y algunos modelos cuentan con escaleras para llenar el tanque desde arriba.
Se clasifica como un vehículo de uso especial, similar a los vehículos médicos y de correo. Según el Ministerio de Salud, Trabajo y Bienestar de Japón, la vida útil de un vehículo de abastecimiento de agua es de aproximadamente 15 a 20 años, y su período legal de depreciación es de 7 años.

## Tipos de camiones aljibe
Los vehículos de abastecimiento se pueden clasificar en tres tipos según su método de suministro:
Vehículos de abastecimiento por gravedad: Utilizan la gravedad para liberar agua, pero pueden ser menos eficientes en cuanto al control del flujo.
Vehículos de abastecimiento presurizados: Utilizan bombas para mantener un flujo constante de agua, lo que permite una distribución más eficiente.
Vehículos de bombeo al vacío: Este método es menos común hoy en día y utiliza bombas para extraer agua.